# Podůlší
Podůlší är en ort i Tjeckien. Den ligger i den centrala delen av landet, 80 km nordost om huvudstaden Prag. Podůlší ligger 325 meter över havet och antalet invånare är 249.
Terrängen runt Podůlší är platt åt sydväst, men åt nordost är den kuperad.Runt Podůlší är det tätbefolkat, med 493 invånare per kvadratkilometer. Närmaste större samhälle är Jičín, 4,4 km söder om Podůlší. Trakten runt Podůlší består till största delen av jordbruksmark.